# Waidhaus
Waidhaus er en købstad (markt) i Landkreis Neustadt an der Waldnaab i Regierungsbezirk Oberpfalz i den tyske delstat Bayern.

## Geografi
Waidhaus ligger i Planungsregion Oberpfalz-Nord ved grænsen til Tjekkiet. Waidhaus ligger ved foden af Sulzberg, på hvis „Alten Schloß“ ligger i 755 meters højde i et Naturreservat med udstrakte urskovsagtige løv- og blandet skov. I århundreder førte handelsruten fra Nürnberg til Prag gennem Waidhaus.
Ud over Waidhaus, ligger i kommunendisse landsbyer og bebyggelser: Berghaus, Birklohe, Frankenreuth, Grafenau, Hagendorf, Hörlmühle, Kühmühle, Marxmühle, Naglerhof, Oberströbl, Ödkührieth, Papiermühle, Pfälzerhof, Pfrentsch, Reichenau, Reinhardsrieth og Ziegelhütte.

### Trafik
Grænseovergangen Waidhaus er den største tyske grænseovergang til Tjekkiet, A 6 er den direkte motorvejsforbindelse Paris–Prag.